# Tour de Hongrie 2023
44. ročník etapového cyklistického závodu Tour de Hongrie se konal mezi 10. a 14. května 2023 v Maďarsku. Celkovým vítězem se stal Švýcar Marc Hirschi z týmu UAE Team Emirates. Na druhém a třetím místě se umístili Brit Ben Tulett (Ineos Grenadiers) a Švýcar Yannis Voisard (Tudor Pro Cycling Team). Závod byl součástí UCI ProSeries 2023 na úrovni 2.Pro.

## Týmy
Závodu se zúčastnilo 9 z 18 UCI WorldTeamů, 9 UCI ProTeamů, 3 UCI Continental týmy a maďarský národní tým. Všechny týmy nastoupily na start s šesti závodníky, závod tak odstartovalo 132 jezdců. Do cíle v Budapešti dojelo 121 z nich.
UCI WorldTeamy
- Alpecin–Deceuninck
- Bora–Hansgrohe
- Ineos Grenadiers
- Soudal–Quick-Step
- Team Bahrain Victorious
- Team DSM
- Team Jayco–AlUla
- Trek–Segafredo
- UAE Team Emirates

UCI ProTeamy
- Caja Rural–Seguros RGA
- Eolo–Kometa
- Human Powered Health
- Israel–Premier Tech
- Lotto–Dstny
- Q36.5 Pro Cycling Team
- Team Flanders–Baloise
- Team Novo Nordisk
- Tudor Pro Cycling Team

UCI Continental týmy
- ATT Investments
- Epronex–Hungary Cycling Team
- Sofer–Savini Due–OMZ

Národní týmy
- Maďarsko

## Trasa a etapy
| Etapa         | Datum         | Trasa                         | Vzdálenost    | Typ      | Typ                 | Vítěz                   |
| ------------- | ------------- | ----------------------------- | ------------- | -------- | ------------------- | ----------------------- |
| 1             | 10. května    | Szentgotthárd – Szentgotthárd | 168,6 km      |          | Rovinatá etapa      | Dylan Groenewegen (NED) |
| 2             | 11. května    | Zalaegerszeg – Keszthely      | 175,3 km      |          | Rovinatá etapa      | Fabio Jakobsen (NED)    |
| 3             | 12. května    | Kaposvár – Pécs               | 179,9 km      |          | Středně těžká etapa | Marc Hirschi (SUI)      |
| 4             | 13. května    | Martonvásár – Dobogókő        | 206,4 km      |          | Středně těžká etapa | Yannis Voisard (SUI)    |
| 5             | 14. května    | Budapešť – Budapešť           | 150 km        |          | Rovinatá etapa      | Neutralizováno          |
| Celková délka | Celková délka | Celková délka                 | Celková délka | 880,2 km | 880,2 km            | 880,2 km                |

## Průběžné pořadí
| Etapa          | Vítěz             | Celkové pořadí    | Bodovací soutěž   | Vrchařská soutěž      | Soutěž maďarských jezdců | Soutěž týmů       |
| -------------- | ----------------- | ----------------- | ----------------- | --------------------- | ------------------------ | ----------------- |
| 1              | Dylan Groenewegen | Dylan Groenewegen | Dylan Groenewegen | Matúš Štoček          | Balázs Rózsa             | UAE Team Emirates |
| 2              | Fabio Jakobsen    | Fabio Jakobsen    | Phil Bauhaus      | Matúš Štoček          | Balázs Rózsa             | Trek–Segafredo    |
| 3              | Marc Hirschi      | Marc Hirschi      | Matúš Štoček      | Filippo Ridolfo       | Márton Dina              | Ineos Grenadiers  |
| 4              | Yannis Voisard    | Marc Hirschi      | Matúš Štoček      | Sebastian Schönberger | Márton Dina              | Ineos Grenadiers  |
| 5              | Neutralizováno    | Marc Hirschi      | Matúš Štoček      | Sebastian Schönberger | Márton Dina              | Ineos Grenadiers  |
| Konečné pořadí | Konečné pořadí    | Marc Hirschi      | Matúš Štoček      | Sebastian Schönberger | Márton Dina              | Ineos Grenadiers  |

## Konečné pořadí
| Legenda | Legenda                         | Legenda | Legenda                                  |
| ------- | ------------------------------- | ------- | ---------------------------------------- |
|         | Označuje lídra celkového pořadí |         | Označuje lídra vrchařské soutěže         |
|         | Označuje lídra bodovací soutěže |         | Označuje lídra soutěže maďarských jezdců |

### Celkové pořadí
| Pořadí | Jezdec                 | Tým                    | Čas         |
| ------ | ---------------------- | ---------------------- | ----------- |
| 1      | Marc Hirschi (SUI)     | UAE Team Emirates      | 17h 19' 28" |
| 2      | Ben Tulett (GBR)       | Ineos Grenadiers       | + 10"       |
| 3      | Yannis Voisard (SUI)   | Tudor Pro Cycling Team | + 13"       |
| 4      | Max Poole (GBR)        | Team DSM               | + 16"       |
| 5      | Sylvain Moniquet (BEL) | Lotto–Dstny            | + 18"       |
| 6      | Oscar Onley (GBR)      | Team DSM               | + 22"       |
| 7      | Matteo Fabbro (ITA)    | Bora–Hansgrohe         | + 22"       |
| 8      | Egan Bernal (COL)      | Ineos Grenadiers       | + 22"       |
| 9      | Davide Piganzoli (ITA) | Eolo–Kometa            | + 45"       |
| 10     | Abel Balderstone (ESP) | Caja Rural–Seguros RGA | + 45"       |

### Bodovací soutěž
| Pořadí | Jezdec                  | Tým                     | Body |
| ------ | ----------------------- | ----------------------- | ---- |
| 1      | Matúš Štoček (SVK)      | ATT Investments         | 28   |
| 2      | Marc Hirschi (SUI)      | UAE Team Emirates       | 23   |
| 3      | Dries De Bondt (BEL)    | Alpecin–Deceuninck      | 22   |
| 4      | Ben Tulett (GBR)        | Ineos Grenadiers        | 21   |
| 5      | Phil Bauhaus (GER)      | Team Bahrain Victorious | 20   |
| 6      | Fabio Jakobsen (NED)    | Soudal–Quick-Step       | 19   |
| 7      | Yannis Voisard (SUI)    | Tudor Pro Cycling Team  | 18   |
| 8      | Sylvain Moniquet (BEL)  | Lotto–Dstny             | 18   |
| 9      | Thibau Nys (BEL)        | Trek–Segafredo          | 17   |
| 10     | Dylan Groenewegen (NED) | Team Jayco–AlUla        | 15   |

### Vrchařská soutěž
| Pořadí | Jezdec                      | Tým                    | Body |
| ------ | --------------------------- | ---------------------- | ---- |
| 1      | Sebastian Schönberger (AUT) | Human Powered Health   | 38   |
| 2      | Filippo Ridolfo (ITA)       | Team Novo Nordisk      | 28   |
| 3      | Yves Lampaert (BEL)         | Soudal–Quick-Step      | 22   |
| 4      | Jasper De Buyst (BEL)       | Lotto–Dstny            | 22   |
| 5      | Dries De Bondt (BEL)        | Alpecin–Deceuninck     | 18   |
| 6      | Marc Hirschi (SUI)          | UAE Team Emirates      | 16   |
| 7      | Yannis Voisard (SUI)        | Tudor Pro Cycling Team | 15   |
| 8      | Jarrad Drizners (AUS)       | Lotto–Dstny            | 15   |
| 9      | David Martín (ESP)          | Eolo–Kometa            | 12   |
| 10     | Matúš Štoček (SVK)          | ATT Investments        | 11   |

### Soutěž maďarských jezdců
| Pořadí | Jezdec                    | Tým                          | Čas         |
| ------ | ------------------------- | ---------------------------- | ----------- |
| 1      | Márton Dina (HUN)         | ATT Investments              | 17h 20' 39" |
| 2      | Péter Kusztor (HUN)       | Team Novo Nordisk            | + 2' 24"    |
| 3      | Márk Valent (HUN)         | Epronex–Hungary Cycling Team | + 28' 22"   |
| 4      | Balász Rózsa (HUN)        | Epronex–Hungary Cycling Team | + 29' 03"   |
| 5      | Zoltán Antal Lepold (HUN) | Sofer–Savini Due–OMZ         | + 31' 29"   |
| 6      | Gergely Szarka (HUN)      | Epronex–Hungary Cycling Team | + 32' 44"   |
| 7      | Ádam Kristóf Karl (HUN)   | Epronex–Hungary Cycling Team | + 34' 56"   |
| 8      | Zétény Szijártó (HUN)     | Maďarsko                     | + 38' 34"   |
| 9      | Viktor Filutás (HUN)      | Maďarsko                     | + 38' 35"   |
| 10     | Ádam Pápai (HUN)          | Maďarsko                     | + 40' 02"   |

### Soutěž týmů
| Pořadí | Tým                    | Čas         |
| ------ | ---------------------- | ----------- |
| 1      | Ineos Grenadiers       | 52h 00' 30" |
| 2      | Eolo–Kometa            | + 1' 33"    |
| 3      | Caja Rural–Seguros RGA | + 3' 17"    |
| 4      | ATT Investments        | + 4' 25"    |
| 5      | Tudor Pro Cycling Team | + 4' 25"    |
| 6      | Team Jayco–AlUla       | + 4' 34"    |
| 7      | Lotto–Dstny            | + 5' 07"    |
| 8      | Soudal–Quick-Step      | + 5' 27"    |
| 9      | Israel–Premier Tech    | + 6' 19"    |
| 10     | Trek–Segafredo         | + 7' 38"    |